# Romantic Emily
Romantic Emily es una banda italiana de post-hardcore originaria de Treviso.

## Historia
Romantic Emily fue fundada en 2006. En abril del mismo año, la banda lanzó su EP homónimo.
En enero de 2009 la banda firmó un contrato con la Ghost Agency Management. Ghost Agency, que fue fundada en Milán, y ya había colaborado con bandas como Asking Alexandria, Blessthefall, Cancer Bats, Brokencyde, Underoath y Set Your Goals.
La banda hizo el Mr. Brightside Tour, un tour por Italia y tocó en el Povo Festival. En el Mr. Brightside Tour la banda tocó junto con Cinderella's Revenge y otras bandas en Turín, Milán, Pavía y Bellinzona. Luego la banda recibe un contrato con Warner Chappell Music Italia, que apoyaría a la banda durante la elaboración de sus canciones.
El 21 de septiembre de 2009, el álbum debut fue titulado como When I'll Scream Your Name Out producido por Oxygenate Productions y Jestrai Distribution.

## Discografía

### EP
- 2006 – Romantic Emily

### Álbumes de estudio
- 2009 – When I'll Scream Your Name Out

### Álbumes recopilatorios
- 2009 – Indiebox Compilation Vol 4

## Videos musicales
- When I'll Scream Your Name Out